# Thrichocalydon havrylenkoi
Thrichocalydon havrylenkoi är en skalbaggsart som först beskrevs av Bosq 1951.  Thrichocalydon havrylenkoi ingår i släktet Thrichocalydon och familjen långhorningar. Inga underarter finns listade i Catalogue of Life.